# Єзекія бен Соломон
Єзекія бен Соломон ( іврит : חזקיה בן שלמה ) був сином Соломона бен Давида і, таким чином, був восьмим караїмським екзилархом з лінії Анана бен Давида. Він жив в Іраці в ХІ столітті. Він був батьком Хасдая бен Єзекії.